# Geraldo Rivera
Geraldo Rivera, rodným jménem Gerald Michael Rivera (* 4. července 1943, New York) je americký novinář a televizní moderátor portorikánsko-židovského původu. Proslavil se v USA především tím, že v letech 1987–1998 uváděl talk-show Geraldo a později na stanici Fox News Channel publicistický pořad Geraldo at Large.

## Život
Začínal jako advokát, zejména ve službách portorikánských aktivistických organizací. Na obrazovku vstoupil roku 1970, jako reportér pořadu Eyewitness News na regionální stanici WABC-TV, jež byla součástí sítě ABC. Roku 1972 se zde proslavil reportáží o zanedbávání a zneužívání pacientů s mentálním postižením na Státní škole Willowbrook na Staten Islandu. To mu vyneslo Peabodyho cenu a pozvání na celostátní okruh ABC, do pořadů 20/20, Nightline, Good Night America a Wide World of Entertainment. V pořadu 20/20 Rivera 19. května 1983 jako první v celostátní televizi hovořil o nemoci AIDS, když vyzpovídal nemocného, který zemřel čtyři dni po odvysílání. Roku 1987 začal produkovat vlastní talk-show Geraldo. Řešil zde řadu skandálních kontroverzních témat, proto byl jeho styl nazýván "trash tv" (tento pojem užil časopis Newsweek). Tématem byly sexuální aberace, v jednom z dílů Rivera konfrontoval rasisty s menšinovými aktivisty apod. Roku 2001 začal pracovat pro konzervativnější Fox News Channel (sám je republikánem), kde se načas vrátil k reportérské práci (byl v Afghánistánu či Iráku), ale nakonec začal znovu moderovat, zejména pořad Geraldo at Large. Stále se věnuje obhajobě latinoamerické komunity, roku 2008 například vydal knihu HisPanic: Why Americans Fear Hispanics in the U.S.